# الضلعة (كحلان عفار)

تعديل مصدري - تعديل

الضلعة هي إحدى قرى عزلة عفار بمديرية كحلان عفار التابعة لمحافظة حجة، بلغ تعداد سكانها 393 نسمة حسب تعداد اليمن لعام 2004.